# Dolyniwka (Stryj)
Dolyniwka (ukrainisch Долинівка; polnisch ab 1939 Felin, deutsch Felizienthal) ist ein Dorf in der westukrainischen Oblast Lwiw mit etwa 310 Einwohnern.

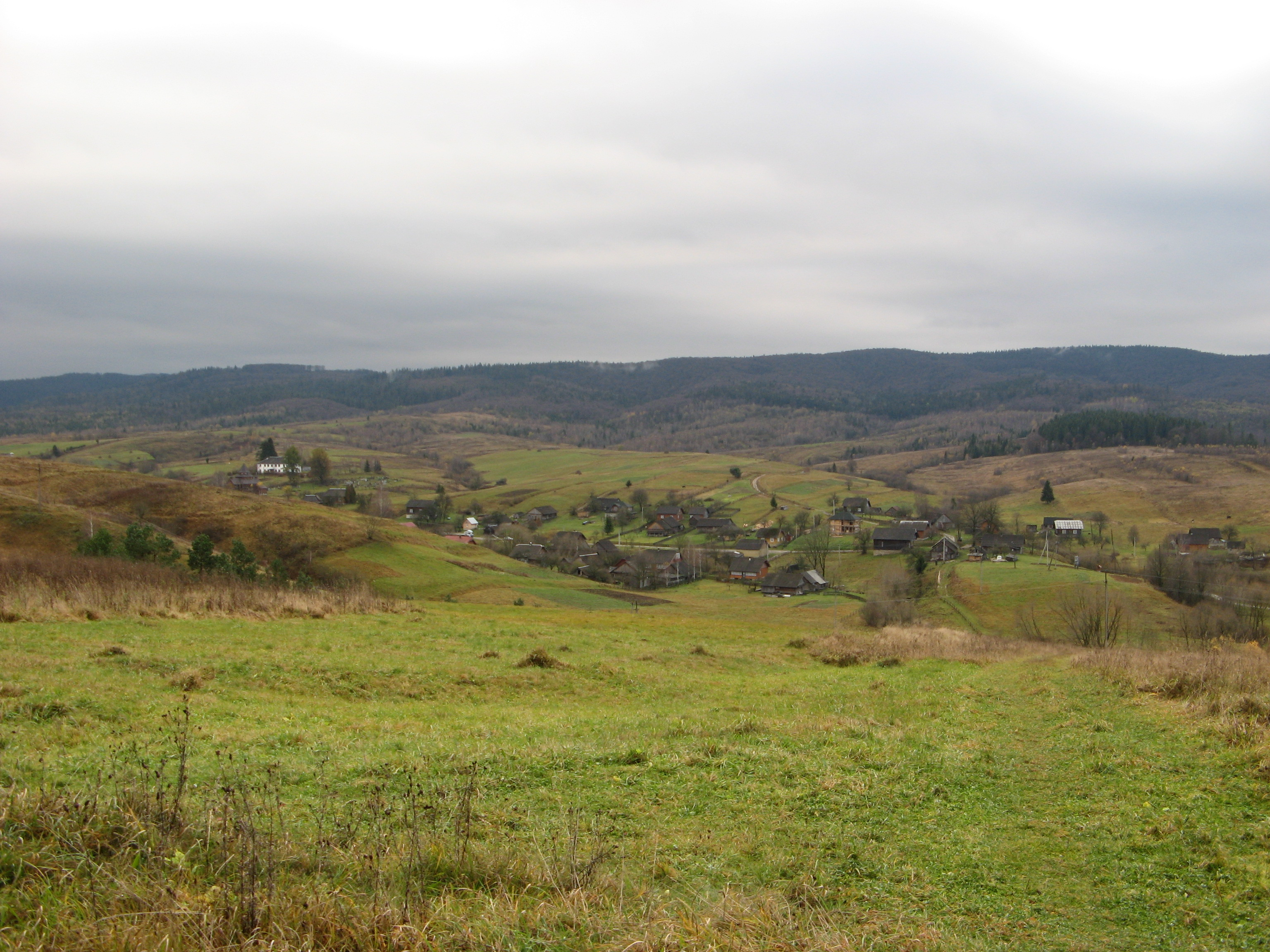
Blick auf den Ort

Es gehört zur Landgemeinde Kosjowa im Rajon Stryj, bis 2020 gehörte es mit den Dörfern Nahirne und Smosche (Сможе) zur Landratsgemeinde Smosche im ehemaligen Rajon Skole.
Zwischen etwa 1835 und dem Jahr 1940 gab es im Dorf eine bedeutende galiziendeutsche Bevölkerung. 

## Geschichte
Bei der Ersten Teilung Polens kam Smosche 1772 zum neuen Königreich Galizien und Lodomerien des habsburgischen Kaiserreichs (ab 1804). In der Zeit zwischen 1811 und 1848 siedelten private Grundherren zahlreiche Bauern und Waldarbeiter aus Böhmen in der Gegend an. Böhmische Siedler zogen damals nach Smosche, Klymez und Tucholka.
Nach einer Pest- oder Cholera-Epidemie in der Gegend um Smosche warb Karl Scheiff, der Gutsherr von Smosche und Klymez, neue Siedler an. Etwa 1835 gründete er drei neue Dörfer: Felizienthal, Annaberg (heute Nahirne) und Karlsdorf. Die Siedler kamen aus Westböhmen und waren römisch-katholisch. Im Jahre 1843 wurde eine römisch-katholische Pfarrei in Karlsdorf gegründet. 1863 wurde sie nach Felizienthal verlegt, wo seit zwei Jahren eine Holzkirche stand.
Im Jahre 1900 hatte die Gemeinde Felizienthal (mit der Ortschaft Smorze Górne) 76 Häuser mit 468 Einwohnern, davon 465 deutschsprachige, 3 polnischsprachige, 446 römisch-katholische, 22 Juden.
Nach dem Ende des Polnisch-Ukrainischen Kriegs 1919 kam Felizienthal zu Polen. Im Jahre 1921 hatte die Gemeinde Felizienthal (mit der Ortschaft Smorze Górne) 98 Häuser mit 563 Einwohnern, davon 519 Deutschen, 30 Juden (Nationalität), 12 Ruthenen, 2 Polen, 520 römisch-katholische, 13 griechisch-katholische, 30 Juden (Religion). Am 11. März 1939 wurde der Name auf Felin geändert.
Im Zweiten Weltkrieg gehörte der Ort zuerst zur Sowjetunion und ab 1941 zum Generalgouvernement, ab 1945 wieder zur Sowjetunion, heute zur Ukraine. Die dann noch ansässigen Deutschen wurden 1940 infolge des Deutsch-Sowjetischen Grenz- und Freundschaftsvertrages umgesiedelt.
Im Jahre 1950 wurde der Name auf Dolniwka (Долинівка) geändert.

## Sehenswürdigkeiten
- Ehemalige römisch-katholische, heute orthodoxe Kirche, erbaut 1861.